# جون ر. بالدوين
جون ر. بالدوين (بالإنجليزية: John R. Baldwin)‏ هو سياسي أمريكي، ولد في 10 مايو 1854 في لين في الولايات المتحدة، وتوفي بنفس المكان في 1 مايو 1897.